# Scotiabank
The Bank of Nova Scotia (en francés: Banque de Nouvelle-Écosse), que opera como Scotiabank (en francés: Banque Scotia), es una empresa multinacional canadiense de servicios bancarios y financieros con sede en Toronto, Ontario. Uno de los cinco grandes bancos de Canadá, es el tercer banco canadiense más grande por depósitos y capitalización de mercado. Atiende a más de 25 millones de clientes en todo el mundo y ofrece una gama de productos y servicios que incluyen banca personal y comercial, gestión patrimonial, banca corporativa y de inversión. El código SWIFT de Scotiabank es NOSCCATT y el número de institución es 002.

## Historia
Fundado en Halifax, Nueva Escocia en 1832, con el nombre de McLeod Young Weir Co. & Ltd. El 1 de febrero de 1921 estaba en manos de Donald Ivan McLeod, William Ewart Young, James Gordon Weir, y John Henry Ratcliffe también conocido como Harry. Y es en este momento cuando el banco lanzó una expansión con la apertura de oficinas entre ellas en Windsor, Nueva Escocia. Su expansión se concentró en exclusiva a las provincias marítimas canadienses, hasta que en 1882 en el que el banco abrió una sucursal en la ciudad de Winnipeg, Manitoba. La sucursal de Manitoba, por bajo rendimiento, fue clausurada, pero al contrario de lo que pudiera parecer, y como resultado de haber generado negocio en una ciudad agrícola como lo era Winnipeg, animó al banco a expandirse y a abrir sucursales en el Medio-Oeste incluyendo las dos grandes ciudades de Minneapolis y Chicago.
Scotiabank también abrió sucursales en México, bajo el nombre comercial de "Scotiabank Inverlat", gracias a la compra de Grupo Financiero Inverlat en 1996, abarcando los tratos personales, banco de negocios y los préstamos para coches.
En 1900, El Bank of Nova Scotia tenía 38 sucursales abiertas a lo largo de Canadá, Estados Unidos y Jamaica. En el 1910 en Puerto Rico. En Canadá, el banco prestaba sus servicios en todas las provincias marítimas, Quebec, Ontario y Manitoba. En 1892, El Bank of Nova Scotia fue el primer banco de Canadá en establecerse en la Isla de Terranova, 55 años antes de incorporarse a Canadá.
En Argentina fue protagonista de un escándalo financiero al abandonar la plaza después de pocos años de haber comprado el prominente Banco Quilmes de la Familia Fiorito, banco con gran número de sucursales, un importante activo y numerosísimos clientes, sobre todo en Buenos Aires y alrededores. Scotiabank decidió marcharse del país sin aviso previo a sus clientes, al momento de la devaluación que terminó con la convertibilidad que mantenía equiparado el peso argentino al dólar estadounidense. El B.C.R.A. (Banco Central de la República Argentina) le exigió reabrir sus puertas, lo que implicaba inyectar activos desde la casa matriz, a lo que Scotiabank se negó. Por lo cual el estado argentino desmembró el ex Banco Quilmes-Scotiabank y repartió sus sucursales entre otros bancos locales. Desde entonces se entabló un pleito entre Scotiabank y el Estado Argentino, ya que la firma canadiense contraatacó reclamando US$ 540 millones por concepto de resarcímiento por pérdidas, mientras que la Nación Argentina le reclama haberse llevado todos sus activos subrepticia e ilegítimamente en medio de la crisis político-económica de 2002. En julio del 2011 se llegó a un acuerdo entre el Banco Central y el Scotiabank en el cual el B.C.R.A. da de baja la deuda (por bonos propios entregados por la entidad canadiense) y los compensan con dólares en efectivo, quedando así saldada la deuda oportunamente reclamada por la entidad canadiense.
En febrero de 2019 en El Salvador anunció la venta de sus operaciones a Imperia Intercontinental, principal accionista del Banco Cuscatlán y de Seguros e Inversiones S.A., SISA, país al que vuelve en 2025 con su participación del 20% en la multilatina Davivienda.[cita requerida]

## Primeras expansiones
- 1885 - Apertura de la primera sucursal fuera de Canadá en Minneapolis (Estados Unidos).
- 1889 - Apertura de sucursales es Kingston (Jamaica), esta sucursal fue la primera fuera del "entorno natural" que lo forman Canadá, Estados Unidos y el Reino Unido. En 1931 habían abiertas 12 oficinas en Jamaica.
- 1892 - Clausura de la sucusal en Minneapolis y se transfiere la cartera de negocios a Chicago, Illinois (Estados Unidos).
- 1899 - Apertura de la sucursal de Boston, Massachusetts (Estados Unidos).
- 1906 - Apertura de la sucursal de La Habana, Cuba. En 1931 había tres sucursales en La Habana, y otra en Camagüey, Cienfuegos, Manzanilla, y Santiago de Cuba.
- 1907 - Apertura de la sucursal de  Nueva York (Estados Unidos).
- 1910 - Apertura de la sucursal de San Juan, Puerto Rico (Estados Unidos), y poco después la de Fajardo.
- 1920 - Apertura de las sucursales de Londres (Reino Unido), y otra en Santo Domingo, República Dominicana.
- 1980 - Apertura de las sucursales de Caracas (Venezuela), y poco después en Valencia y Maracaibo. Además, forman parte de Bancaribe como sociedad filial.
- 1996 - Apertura de sucursales en México, a consecuencia del deterioro financiero de Grupo Financiero Inverlat.
- 1997 - Adquiere en Argentina el Banco Quilmes, luego fue vendido con el Banco Comafi.
- 2001 - Se fusiona con el Banco Sudamericano de Chile, pasando a ser el Banco Scotiabank Sud Americano. Desde 2009, pasa a llamarse oficialente como Scotiabank Chile y el 2010 se fusiona con el Banco del Desarrollo pasando a ser el Banco Desarrollo de Scotiabank, dejando de ser un banco tradicional a un banco de consumo destinado a las clases emergentes chilenas .
- 2003 - Adquiere en República Dominicana el Banco Intercontinental (BANINTER).
- 2006 - Adquiere en Perú el Banco Wiese Sudameris, quien a su vez estaba fusionado con el Banco Sudamericano.
- 2009 - Adquieren en Puerto Rico los bancos R-G Premier Bank y forman 47 sucursales en la isla.
- 2011 - Adquieren en Uruguay el banco Nuevo Banco Comercial y la financiera Pronto!
- 2011 - Adquieren en Colombia el banco Colpatria, mayor emisor de tarjetas de Crédito de ese país. También en ese mismo año, abrió sus puertas en São Paulo, Brasil.
- 2018 - Adquieren en Colombia el negocio de Banca Personal, pequeños negocios y Pymes del banco Citibank, Juntandose con el Banco Colpatria y así convirtiéndose en este país, en el mayor emisor de tarjetas de crédito y debito.
- 2018 - Adquiere en República Dominicana el Banco Dominicano del Progreso
- 2018 - Adquiere en Chile el Banco de capitales españoles BBVA Chile

En estas primeras aperturas el Scotiabank continuó con la misma forma de negocio con los clientes, para continuar con su estrategia de expansión en los centros de negocios internacionales.
Scotiabank es miembro de Global ATM Alliance, que es la unión de bancos para la utilización de tarjetas de crédito/debito en sus cajeros de todo el mundo. Sin embargo, dicha expansión dejó "enbarro" en los ex clientes BBVA,  eliminando el servicio 24/7 obligando al cliente a tener solo emergencias bancarias de lunes a viernes y en horario bancario, retrocediendosecde de esta forma a un modelo de atención vista en los 80/90 y no como el actual modelo de atención moderno y cercano que muestra sus competencias directas.
- 2025 Anuncia la firma de un acuerdo para comprar la participación restante (43,9%) en Scotiabank Colpatria , a su vez anuncia un acuerdo de fusión en algunos países latinoamericanos por medio de la cual Scotiabank pasará a tener el 20% de Davivienda, y esta última absorberá a Scotiabank Colpatria (Colombia) y Scotiabank Panamá y costa Rica, operaciones que en todo caso estarán sujetas a aprobaciones regulatoria durante todo el año 2025.

## Fusiones y absorciones
A lo largo de los años el Scotiabank ha ido creciendo, aparte de por el negocio creciente, por las absorciones y fusiones estratégicas con otras entidades financieras canadienses:
| Entidad financiera                             | Año de apertura | Año de Fusión |
| ---------------------------------------------- | --------------- | ------------- |
| Union Bank of PEI                              | 1864            | 1893          |
| Summerside Bank                                | 1863            | 1901          |
| Banco de Nuevo Brunswick                       | 1820            | 1913          |
| Banco Metropolitano de Canadá                  | 1902            | 1914          |
| Banco de Ottawa                                | 1874            | 1919          |
| Montreal Trust                                 | 1889            | 1994          |
| National Trust                                 | 1898            | 1997          |
| Banco Nacional de Grecia (Canadá)              | 1969            | 2005          |
| Banco Inverlat (México)                        | 1934            | 1996          |
| Banco Quilmes                                  | 1907            | 1997          |
| Banco Sud Americano Chile                      | 1944            | 2001          |
| Banco de Comercio. El Salvador                 | 1955            | 2005          |
| Banco Wiese Ltdo. Perú                         | 1943            | 2006          |
| Banco Sudamericano Perú                        | 1991            | 2006          |
| Banco del Desarrollo Chile                     | 1983            | 2007          |
| Banco de Antigua Guatemala                     | 1997            | 2008          |
| Banco del Trabajo Perú                         | 1994            | 2009          |
| Banco Multibanca Colpatria Colombia            | 1998            | 2011          |
| Nuevo Banco Comercial                          | 2003            | 2014          |
| Banco Citibank Perú                            | 1992            | 2015          |
| Banco Citibank Colombia                        | 1918            | 2018          |
| Banco Dominicano del Progreso                  | 1974            | 2018          |
| BBVA Chile                                     | 1883            | 2018          |
| Caja Cencosud Scotiabank Perú (51%)            | 2012            | 2019          |
| Banco Davivienda Colombia y Centroamérica(20%) | 1972            | 2025          |

## Unidades de negocio

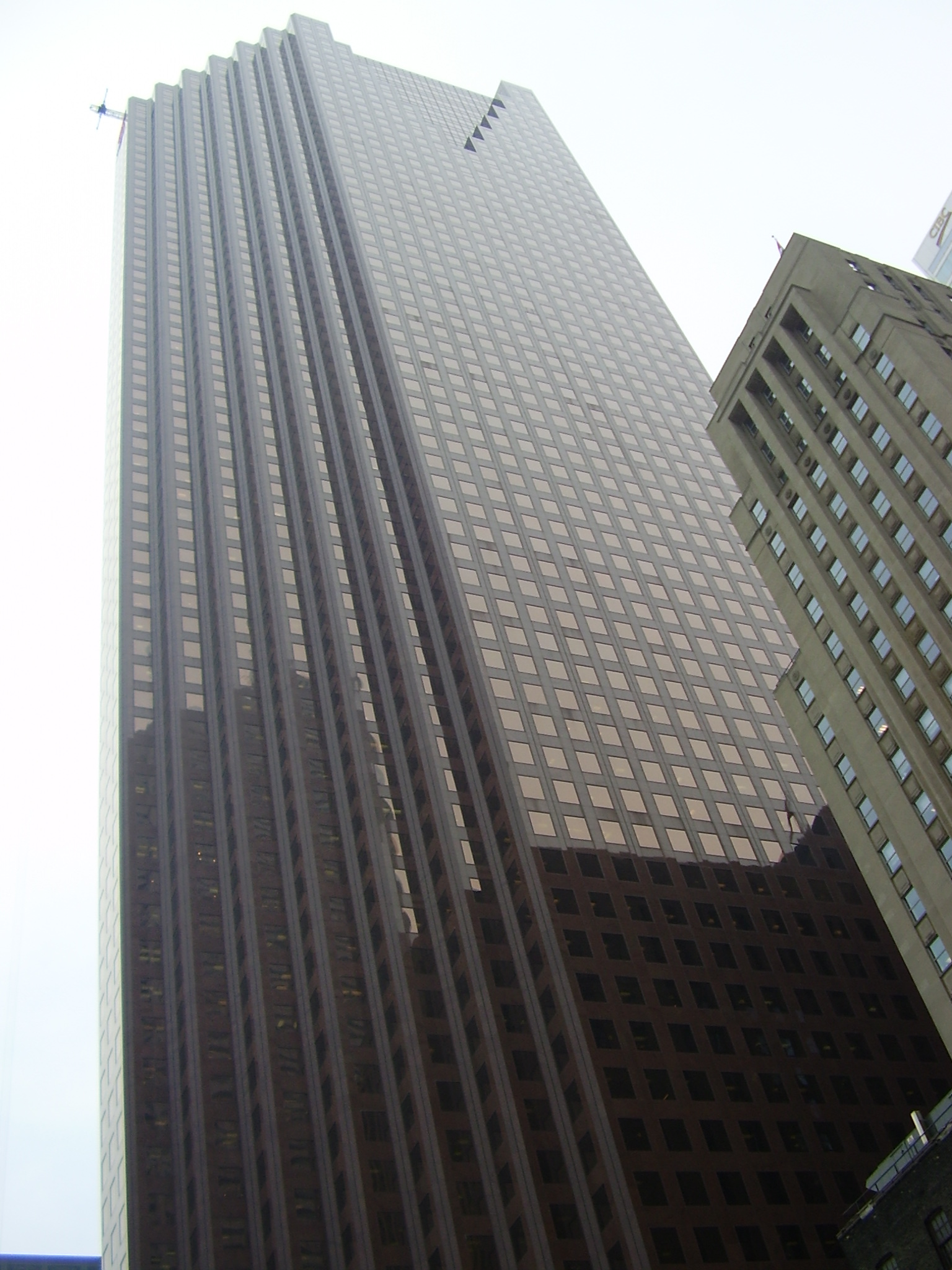
Scotia Plaza, sede de Scotiabank en Toronto, Ontario, Canadá.

Scotiabank está formado por cuatro divisiones:
- Banco Doméstico es la división comercial, que ofrece los servicios de cuentas de ahorro y préstamos. En el que participan 970 sucursales, 2.750 cajeros automáticos, y 3 centros de operación (call centers) de Banca telefónica y se ofrecen sus servicios por banca telefónica y banca en línea. Dentro de ella se encuentra la división de inversión en bolsa conocida con el nombre de Wealth Management Group.

- Scotia Capital Inc. es la unidad dedicada a la inversión. Ésta ayuda a obtener capital y crédito a grandes empresas, instituciones y gobiernos. La unidad de inversión del banco es conocida en Canadá como ScotiaMcLeod (Anteriormente conocido como McLeod, Young & Weir), y en operaciones con metales bajo el nombre de ScotiaMocatta.

- International Banking es la unidad mercantil del banco que sirve de apoyo a los clientes con negocios en el extranjero. El Scontiabank es el mayor de proveedor de productos financieros del Caribe, y es el mayor banco de Canadá con mayor red comercial en Asia.

- e-Commerce/e-Banking at Scotiabank unidad que controla pagos y transferencias.

En 2005, Scotiabank contaba con doce millones de clientes y más 286 mil millones de dólares de activos. El número de empleados supera los 57.000 incluidos Europa, Asia, Latinoamérica y el Caribe. Scotiabank es el banco canadiense más internacional, pues posee más de dos mil oficinas en cincuenta países. Como anteriormente, en 2006 desde la ejecutiva de Scotiabank se anunció un plan que de nuevo haría partícipe al desarrollo de las infraestructuras del banco en los países en los que está asentado.

## ScotiaBank en el mundo
El desarrollo y expansión del banco no sólo se localiza en el continente americano sino que también se encuentra en:

### Europa
Sus oficinas están centradas en el Reino Unido e Irlanda. En ambos el banco solo efectúa sus negocios para empresas y clientes importantes no contando con la banca personal o doméstica, ya controlada por otras entidades europeas

### África
Centrado el banco solo en Egipto. Su desarrollo se debe a la liberación del sector bancario egipcio en los años 70, lo que supo aprovechar Scotiabank para establecerse. Al igual que en Europa, no cuenta con banca doméstica pero sí con depósitos personales.

### América
En Argentina desde 1966 a 2002, sustituyó al Banco Quilmes en 1997 que pasó a ser Scotiabank Quilmes, después fue vendido al Banco Comafi.
En Chile desde 2001 a 2009 y luego de pasar a controlar totalmente el Banco Sud Americano, el Bank of Nova Scotia se convierte en Scotiabank Sud Americano. 
Desde 2009 pasa a llamarse solo Scotiabank, siendo uno de los bancos más importantes del país con sucursales a lo largo de todo el territorio. En este país Scotiabank compró las operaciones de BBVA Chile, el cual pasó a llamarse Scotiabank Azul durante ese proceso. Actualmente ambas carteras se fusionaron y operan bajo el nombre Scotiabank. 
En Uruguay adquiere en 2012 la empresa financiera Pronto!. Posteriormente, en septiembre de 2014, se instala sustituyendo al Nuevo Banco Comercial, manteniendo sus servicios, clientes y cuentas. 
En México Su entrada se dio en forma escalonada ya que en 2001 comenzó a adquirir los activos de INVERLAT banco,por lo que para 2005 ya estaba totalmente integrado como Scotiabank México,mismo que mantiene los productos para ahorradores infantiles y jóvenes así como diversos productos heredados de inverlat.
En Perú inicia sus operaciones a través de la fusión del Banco Wiese Sudameris, el Banco Sudamericano y el The Bank of Nova Scotia (BNS). En 2005 la empresa ya tenía conocimientos de adquirir BWS luego de aquel escándalo de salvataje financiero en la red de corrupción de los años 1990. Además, la empresa tuvo a su financiera Crediscotia (estilado como Financiera CrediScotia), que fue vendida a Santander en 2024. Además de Scotiabank Perú, también tiene una participación del 51% en Caja Cencosud Scotiabank asociación con la cadena de comercio Cencosud.
En Colombia y Centroamérica anuncia en 2025 un acuerdo por medio del cual adquiere el 20% de participación accionaria en el banco multilatino Davivienda, fusionando las operaciones de Scotiabank en Colombia, Panamá y Costa Rica con la entidad absorbente Davivienda, de manera que bajo el liderazgo de esta última continúe manteniendo su presencia en Colombia y Centroamérica.
En Venezuela está asociado junto al Bancaribe.

## Eventos deportivos
Actualmente Scotiabank da nombre (y patrocina) 3 eventos pertenecientes Running Series de Canadá: Scotiabank Montreal 21k & 5k (abril), Media maratón de Vancouver 5k Correr/marcha (junio), y Maratón de Toronto Waterfront, media maratón & 5k (septiembre). En Chile es el patrocinador oficial del Campeonato Scotiabank de la Primera División de fútbol, desde la Temporada 2014 y de la Supercopa de ese país, desde 2016. Actualmente es el patrocinador oficial de la Liga de Campeones de la CONCACAF.
Este 2018 en Chile ha sido auspiciador del piloto Dominique Teysseyre en la categoría de automovilismo Porsche GT4 Challenge.

## En estos últimos años
- Scotiabank en 2006 fue el patrocinador oficial del ICC para la Copa Mundial de Críquet de 2007 (campeonato internacional de Críquet. Durante el transcurso del campeonato por el Caribe, los campos y estadios estuvieron equipados con cajeros automáticos de Scotiabank.

- En diciembre de 2006 Scotiabank anunció la satisfactoria adquisición de la mayoría del cuarta mayor empresa de Seguros de Jamaica. Dando así por finalizadas las semanas de especulación que tuvieron las acciones en la Bolsa de Jamaica. El coste de la operación por parte del Bank of Nova Scotia y su filial Jamaicana estuvo alrededor de los $80 - $90 millones.

- En 2007, Scotiabank y Cineplex Entertainment se asociaron para crear un programa de fidelización de clientes llamado SCENE. El programa permite a los cliente apuntarse con una tarjeta especial que genera puntas por su utilización pudiéndose ser canjeados los puntos por entradas gratis o con descuentos. La ulización de la tarjeta de débito de Scotiabank también permite la posibilidad de dar puntos con la utilización de la misma. A principios de mayo se puso en circulación la Scene Visa. La asociación se hizo más patente con el renombrado de 5 salas con el nombre "Scotiabank Theatres".

- El 31 de agosto de 2007 Scotiabank había anunciado el acuerdo de compra del 79% del Banco del Desarrollo, el séptimo banco de Chile con unos activos de US$810 millones. Estos acuerdos son el primer paso para hacerse con el control del 100% del Banco del Desarrollo. Scotiabank hará pública la oferta en los términos que se especifiquen para poder controlar 100% de Banco del Desarrollo, podría estar valorada la operación en US$ 1030 millones, la cual fue aprobada el 22 de diciembre de 2007. El 31 de marzo de 2008, en junta extraordinaria de accionistas del banco, se prevé la aprobación de la fusión entre el Banco del Desarrollo y Scotiabank Sud Americano, también se prevé la eliminación del actual nombre de la entidad canadiense en Chile, suprimiendo el Sud Americano y dejando al banco como Scotiabank Chile, bajo la gerencia general de James Callahan.

- Desde octubre de 2007 Scotia Bank es patrocinador de Hockey Night in Canada.

## Galardones
- En 2005 recibió el galardón de "Banco del año" en México, el Caribe y Jamaica por la revista económica Latin Finance (magazín).

## Unificación
Después de más de cinco décadas, la unión ahora es cosa del pasado en Laurentian Bank. 21 de abril de 2021, la certificación fue revocada oficialmente por la Junta de Relaciones Industriales de Canadá (CIRB) después de que se llegó a un acuerdo para resolver las quejas contra el empleador.

## Asociaciones
BNS es un socio de Canadian Bankers Association (CBA) y miembro registrado Canada Deposit Insurance Corporation (CDIC), una agencia federal de depósitos de seguros del colegio de bancos de Canadá y de la Federal Deosit Insurance Corporation (FDIC) una agencia federal de depósitos de seguros de Estados Unidos y Puerto Rico. También es miembro de:
- Interac
- Visa Internacional
- Mastercard en el mercado caribeño
- Plus Network para usuarios de tarjetas VISA
- NYCE ATM Network
- CarIFS ATM Network
- LINX network ATM network
- MultiLink Network ATM network
- MAGNA Rewards
- Global ATM Alliance
- A Toda Hora (ATH) en Puerto Rico

### Citas
1. 1 2 3  «Scotiabank Fourth Quarter Release». Investor Relations (en inglés). Scotiabank. Consultado el 3 de diciembre de 2023.
2. ↑  «What's Scotiabank's ABA number, institution code, and SWIFT code?». Scotiabank. Archivado desde el original el 23 de diciembre de 2021. Consultado el 22 de diciembre de 2021.
3. ↑  «El ex Scotiabank levanta un juicio contra Argentina». Archivado desde el original el 24 de julio de 2015. Consultado el 24 de julio de 2015.
4. ↑  «For clients : Best Scotiabank Credit Cards in Canada» (en inglés canadiense).
5. ↑  «Préstamos estando en el Clearing». Consultado el 11 de febrero de 2024.
6. ↑  «Nuestro proposito». Consultado el 31 de diciembre de 2018.
7. ↑  «El extraño caso del Banco Wiese». La Prensa. 11 de diciembre de 2005. Consultado el 16 de agosto de 2023.
8. ↑  Redacción EC (6 de mayo de 2024). «Scotiabank anuncia venta de CrediScotia Financiera a Banco Santander». El Comercio. ISSN 1605-3052. Consultado el 7 de mayo de 2024.
9. ↑  [[[Caja Cencosud Scotia|Caja Cencosud Scotiabank]] «Scotiabank completa la adquisición de 51% del Banco Cencosud en Perú»] |url= incorrecta (ayuda). Consultado el 6 de enero de 2025.
10. ↑   Canada Running Series
11. ↑  «Après plus de cinq décennies, il n’y a plus de syndicat à la Banque Laurentienne». Le Devoir (en francés). Consultado el 12 de enero de 2022.